# Spincourt
Spincourt is een gemeente in het Franse departement Meuse (regio Grand Est) en telt 743 inwoners (2004).
De gemeente maakt deel uit van het kanton Bouligny in het arrondissement Verdun. Voor maart 2015 was het de hoofdplaats van het gelijknamige kanton, dat toen werd opgeheven.

## Geografie
De oppervlakte van Spincourt bedraagt 27,7 km², de bevolkingsdichtheid is 26,8 inwoners per km².

## Andere kernen
De gemeente Spincourt omvat ook de kleinere plaatsen Haucourt-la-Rigole, Houdelaucourt-sur-Othain, Ollières en Réchicourt.
De onderstaande kaart toont de ligging van Spincourt met de belangrijkste infrastructuur en aangrenzende gemeenten.

## Demografie
Onderstaande figuur toont het verloop van het inwonertal (bron: INSEE-tellingen).